# Sinapis alba
La mostaza blanca (Sinapis alba) es una planta anual de la familia de las Crucíferas.  A veces se la conoce como Brassica alba, Brassica hirta o mostaza amarilla.  Se la cultiva comercialmente por sus semillas de mostaza en prácticamente todo el mundo, siendo sin embargo originaria probablemente de la región mediterránea. Las flores amarillas de la planta producen un tipo de vainas (silicuas) vellosas que contienen las semillas, en las que encontraremos aproximadamente media docena de semillas por vaina.  La cosecha de la semilla de la mostaza se hace justo antes de que dichas vainas maduren del todo y se abran. Las semillas de esta especie de mostaza son redondas y de consistencia dura, de en torno al milímetro o 2 mm de diámetro, y con un color que puede ir del beige o el amarillo al marrón claro.

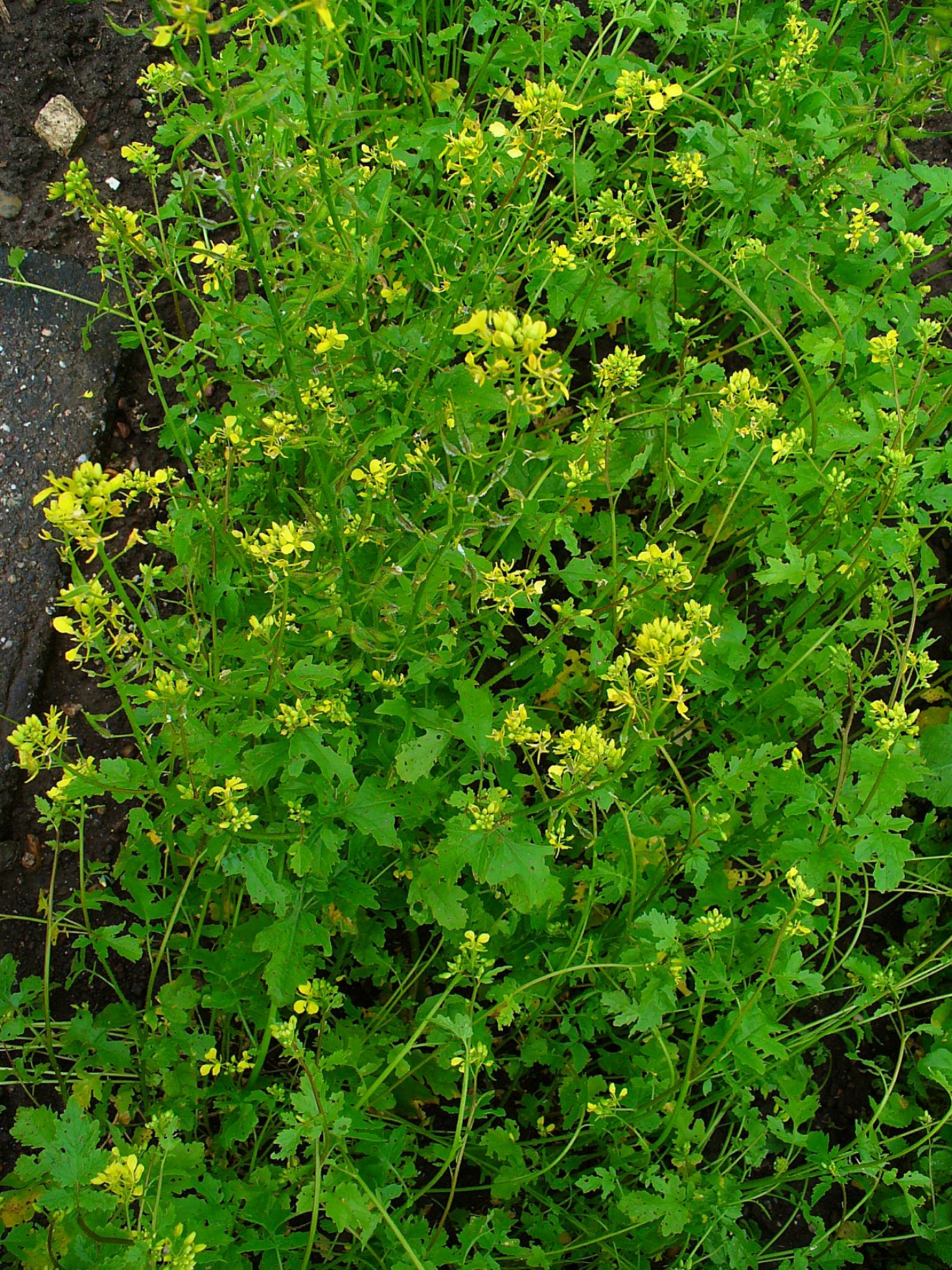
Vista de la planta

## Descripción
Es una planta anual que alcanza un tamaño de hasta 75 cm de altura, erecta, ramificada, por lo general con pelos rígidos. Las hojas basales de 5-15 cm de largo y 2-6 cm de ancho, ± híspidas, liradas, 2-3-conjugado, con el lóbulo terminal mucho más grande que los laterales, generalmente 3-lobuladas, toscamente e irregularmente dentada; las hojas superiores sub-iguales lobuladas, sinuoso-dentadas. Las inflorescencias en racimos de muchas flores, ebracteadas, de hasta 30 cm de largo en el fruto. Flores de 10 mm de diámetro, de color amarillo, con pedúnculo de hasta 14 mm de largo en el fruto. Sépalos 4-5,5 mm de largo, 1-1.5 mm. amplio, oblonga, subspreading amarillento. Pétalos de 7-12 mm de largo, 3.5-5 mm de ancho, obovadas, con garras. Estambres 4-5, 5-7 mm de largo. Silicuas de 20-40 mm de largo, 3-4 mm de ancho (incluyendo el pico casi tan largo o más largo que las válvas), sub-cilíndrica, hirsuto cabelluda; pico ± comprimido, en forma de sable, a menudo curvado. Semillas de 1-4 en cada lóculo, globosas, de unos 2 mm de diámetro, finamente alveoladas, de color marrón pálido.

## Historia
El uso medicinal de la mostaza blanca es viejo, como lo demuestra su presencia en la Capitulare de villis vel curtis imperii, una orden emitida por Carlomagno que reclama a sus campos para que cultiven  una serie de hierbas y condimentos incluyendo "sinape" identificada actualmente como Sinapis alba.

## Uso de la planta

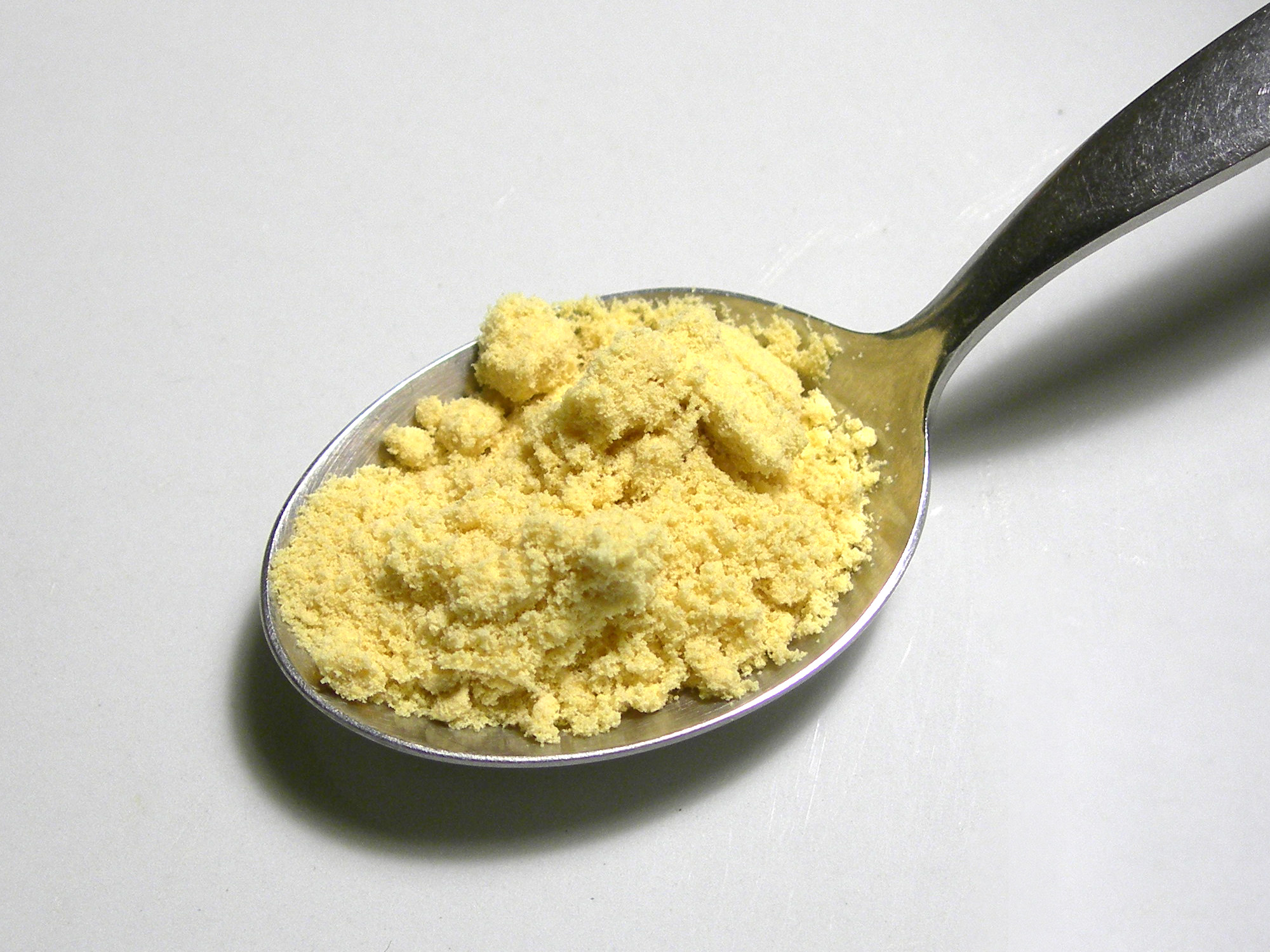
Mostaza blanca molida.

### Usos culinarios
Las semillas de la mostaza blanca pueden usarse enteras para condimentar encurtidos y vinagretas, o tostadas para su uso en diferentes platos. Con ellas, se prepara el condimento que lleva el mismo nombre genérico de la planta, la mostaza. Una vez las semillas molidas y mezcladas con otros ingredientes, se obtiene una pasta que se puede usar tal cual (lo que sería la mostaza "original"), o incluso utilizarla como base para otros condimentos menos finos (mostaza "industrial").

### Otros usos
Aparte del uso gastronómico que ya conocemos, la mostaza blanca es también utilizada como planta forrajera. 
También se la usa en ocasiones para sembrarla como captora de nitratos, esto es, se la usa como cultivo de barbecho, evitando así dejar los campos desnudos, limitando la pérdida de los nitratos solubles. En ese caso, y sembrada por ejemplo después de un cereal, tiene que ser arrancada antes de que produzca las semillas, para evitar su reproducción descontrolada. Sin embargo, a veces se la considera también una mala hierba, fundamentalmente en los cultivos de colza.

## Propiedades
Las semillas son ricas en lípidos (en torno al 35 %) y contienen sinalbina, que es el tioglicósido responsable de su gusto acre y ligeramente picante. De ellas se extrae también un aceite para uso industrial y alimentario.  De la mostaza blanca  también se obtiene un aceite esencial volátil cuyo componente principal (el isociotianato) es más suave que el producido por las semillas de la mostaza negra (Brassica nigra), lo que le confiere también un aroma y sabor algo más suaves.

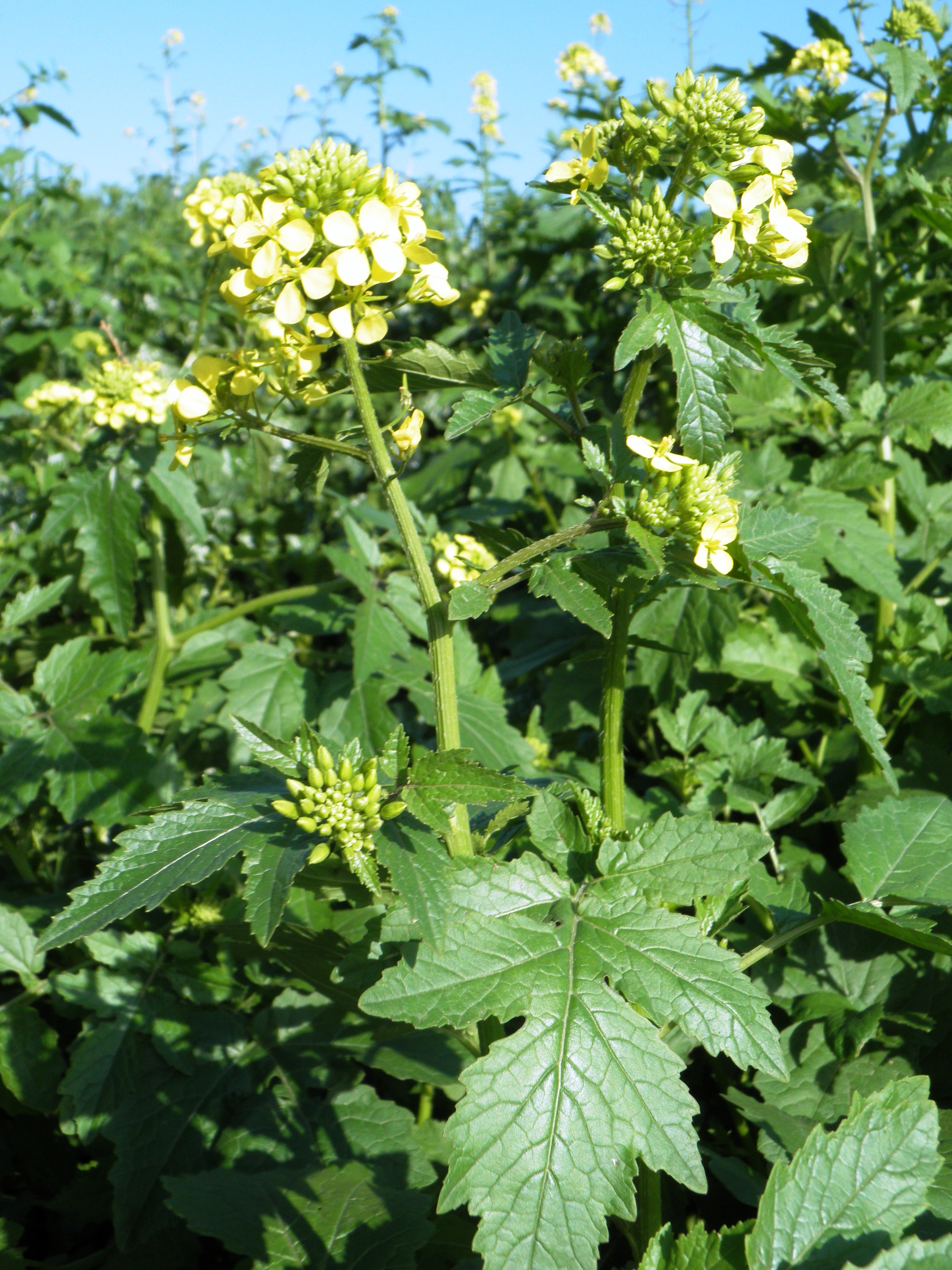
Detalle de las hojas

## Taxonomía
Sinapis alba fue descrita por Carlos Linneo y publicado en Species Plantarum 2: 668. 1753.
sinonimia
- Bonannia officinalis C.Presl
- Brassica alba (L.) Rabenh.
- Brassica foliosa (Willd.) Samp.
- Brassica hirta Moench
- Crucifera lampsana E.H.L.Krause
- Eruca alba (L.) Noulet
- Leucosinapis alba (L.) Spach
- Napus leucosinapsis K.F.Schimp. & Spenn.
- Raphanus albus (L.) Crantz
- Rhamphospermum album (L.) Andrz. ex Rchb.
- Sinapis foliosa Willd.[2]